# Chiesa di San Secondo (Magnano)
La chiesa di San Secondo si erge solitaria in un'ampia radura che si incontra poco oltre il crinale della Serra Morenica di Ivrea, non lontana dalla sede della Comunità monastica di Bose, nel territorio del comune di Magnano. Per la suggestione del sito e per l'eleganza delle sue forme, costituisce uno dei più interessanti esempi di architettura romanica tra il Biellese e il Canavese.

## Storia
Nel luogo in cui si erge la chiesa dedicata a san Secondo, martire della legione Tebea, esisteva una chiesa più antica più bassa e a navata unica costruita in epoca più antica probabilmente da monaci benedettini a cui attorno sorse l'antico borgo di Magnano. Nella prima metà dell'XI secolo la chiesa fu alzata e ampliata sino ad assumere grosso modo l'attuale aspetto.
La chiesa ha avuto una storia piuttosto tormentata. Costruita in origine quando attorno a essa vi era l'antico borgo di Magnano, perse successivamente la sua rilevanza quando, a partire dalla fine del XIV secolo, la popolazione si trasferì più in alto (ove si trova l'attuale comune di Magnano). All'inizio del XVII secolo il ruolo di parrocchiale fu assunto dalla nuova chiesa di Santa Marta e non vi era più ragione per conservare l'antica chiesa romanica: fu dunque stabilito nel 1606 che venisse demolita per riutilizzare il materiale edilizio per la nuova chiesa. I fedeli tuttavia si opposero a tale decisione e ottennero che essa rimanesse attiva: si procedette così alla sua sistemazione con aggiunte barocche. Nel corso del XIX secolo la chiesa fu nuovamente lasciata decadere.
 Solo nel 1968 venne deciso dalla Provincia di Vercelli e dalla Sovrintendenza del Piemonte di ristrutturare l'edificio religioso e di restituire ad esso l'originario aspetto romanico.

## Architettura
La struttura architettonica della chiesa, con murature in conci e scapoli di pietra e ciottoli disposti in corsi orizzontali, è quella usuale del romanico popolare, con una semplice facciata a salienti che mostra la suddivisione interna a tre navate. La navata centrale e quella destra terminano in altrettante absidi di grandezza diversa, dotate di finestre  a feritoia marcatamente strombate, decorate da lesene e archetti pensili che corrono sotto la linea di gronda. Si intuisce come l'absidiola di sinistra sia stata sacrificata dall'erezione della torre campanaria intervenuta in anni successivi.
Il campanile, a cui si è fatto spazio al termine della navata destra, ha un aspetto di grande eleganza, con i riquadri inferiori più compatti, segnati solo da feritoie, mentre i due riquadri più alti sono alleggeriti da eleganti trifore con colonnine e capitelli a stampella.

All'interno della chiesa le tre navate sono divise da rustici pilastri rettangolari con archi a tutto sesto; la copertura è realizzata in capriate lignee. In fondo alla navata destra, sulla parete del campanile, si è conservato un affresco risalente al XIII o XIV secolo raffigurante una Crocifissione con la Madonna e San Giovanni.

## Galleria d'immagini

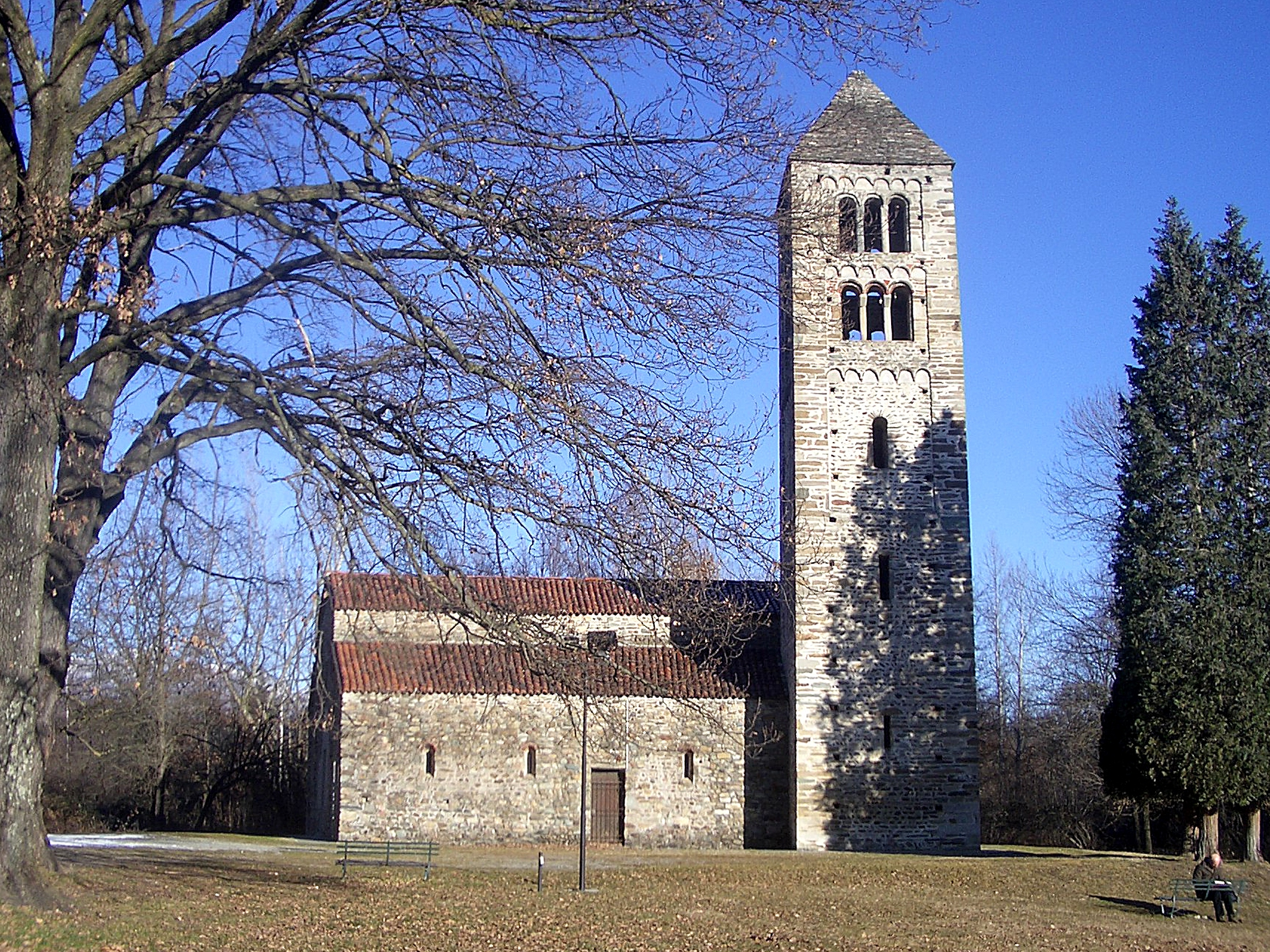
Campanile e lato destro della chiesa
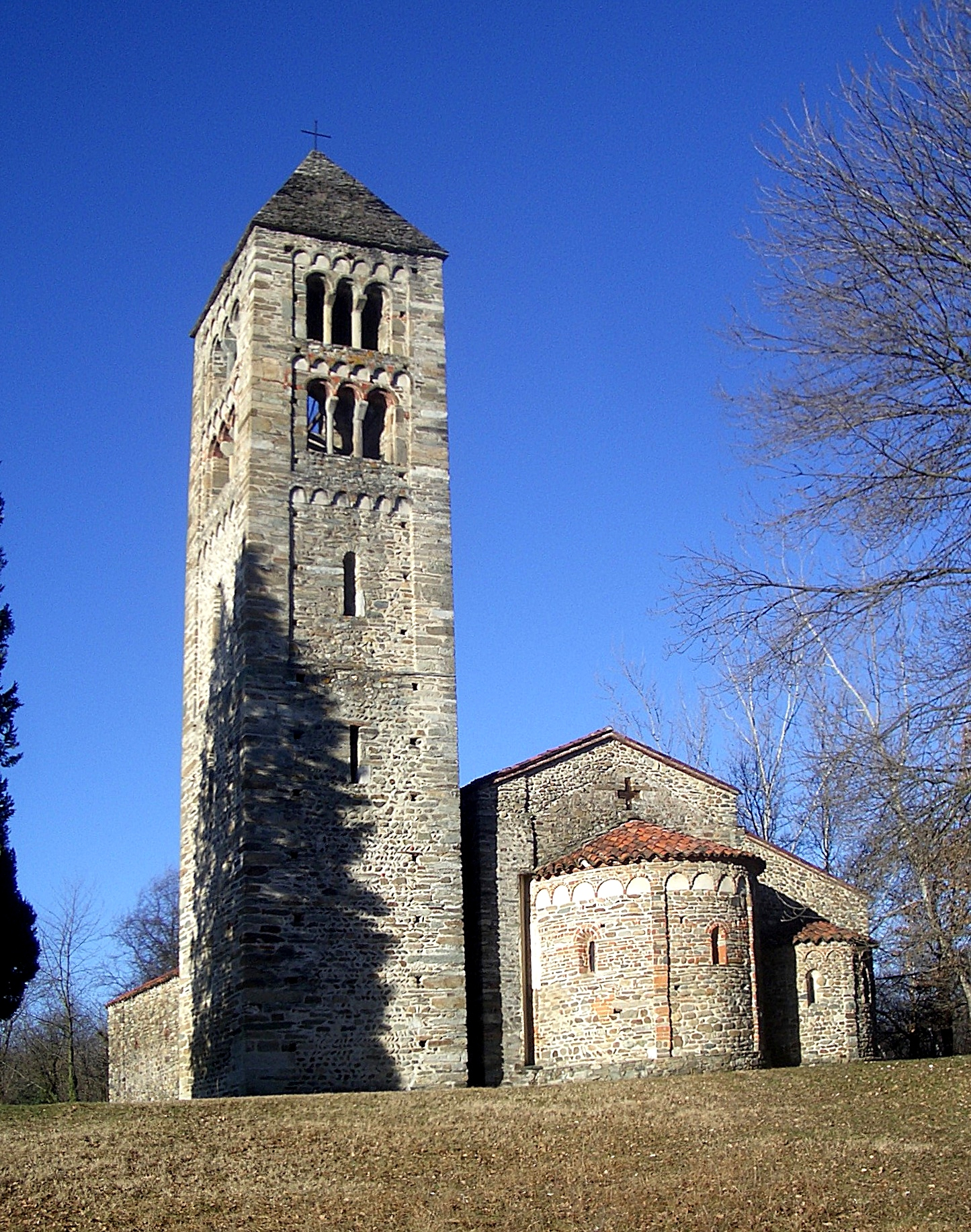
Campanile e absidi della chiesa
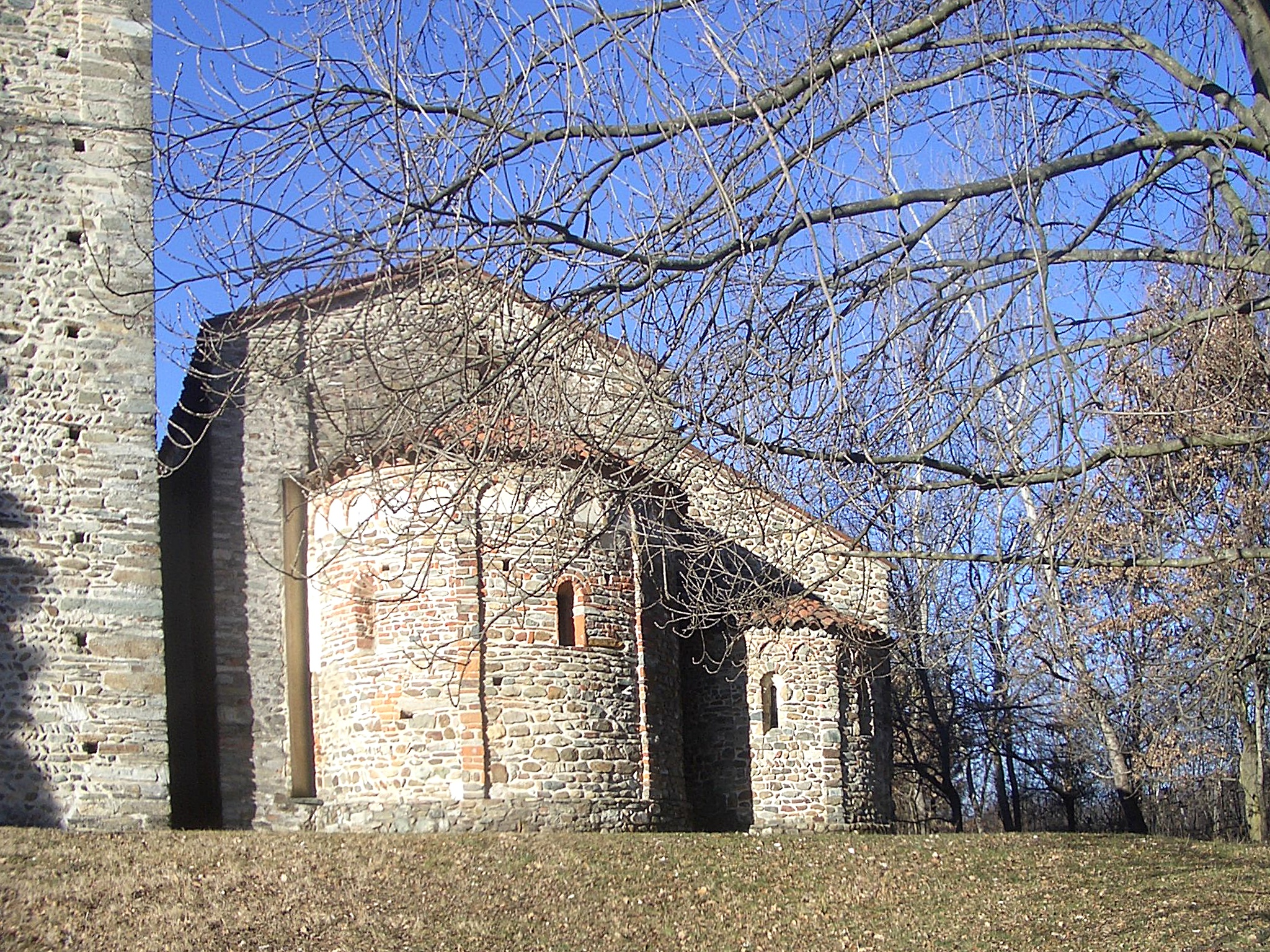
L'abside e l'absidiola destra
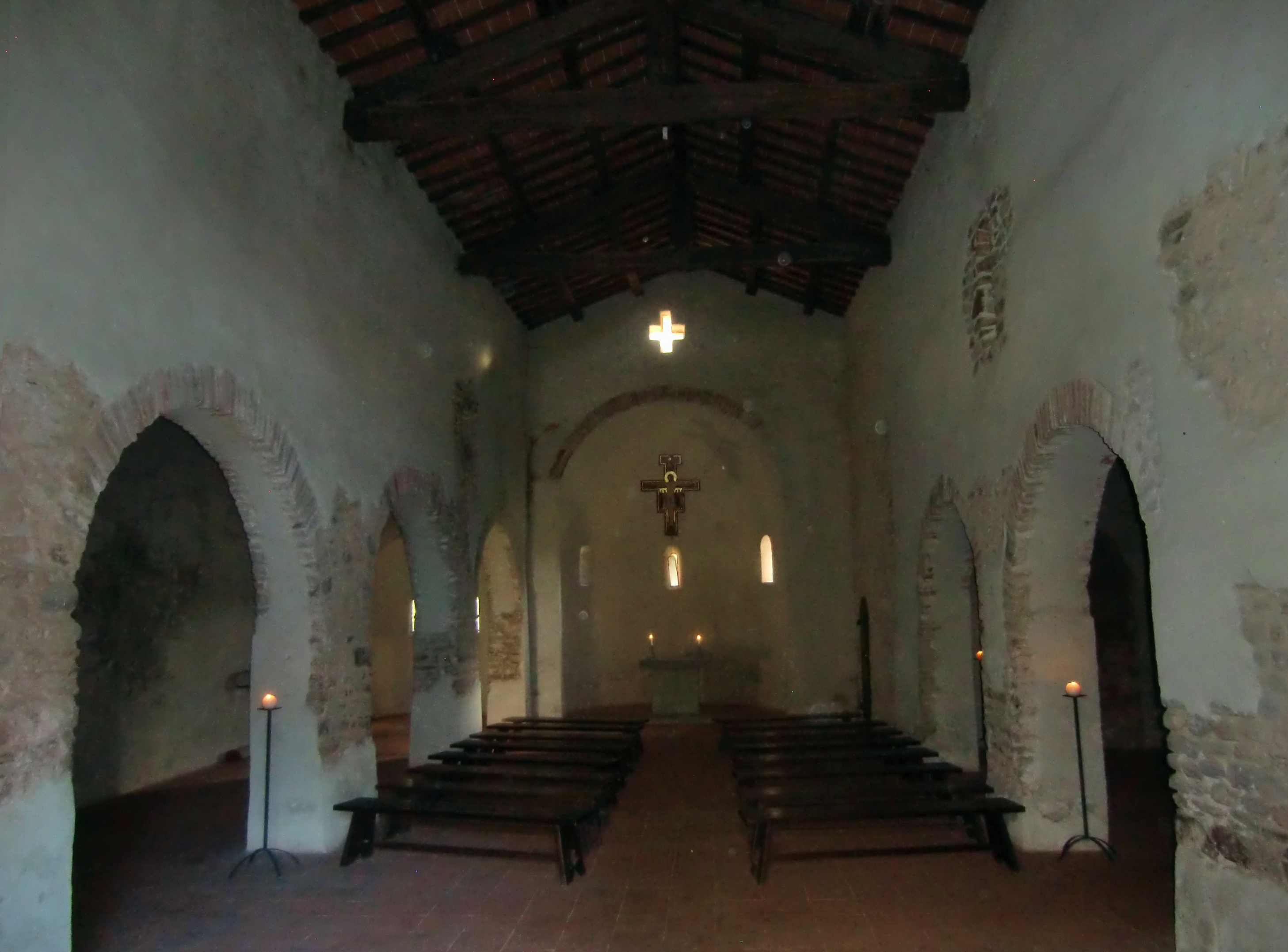
Veduta dell'interno a tre navate
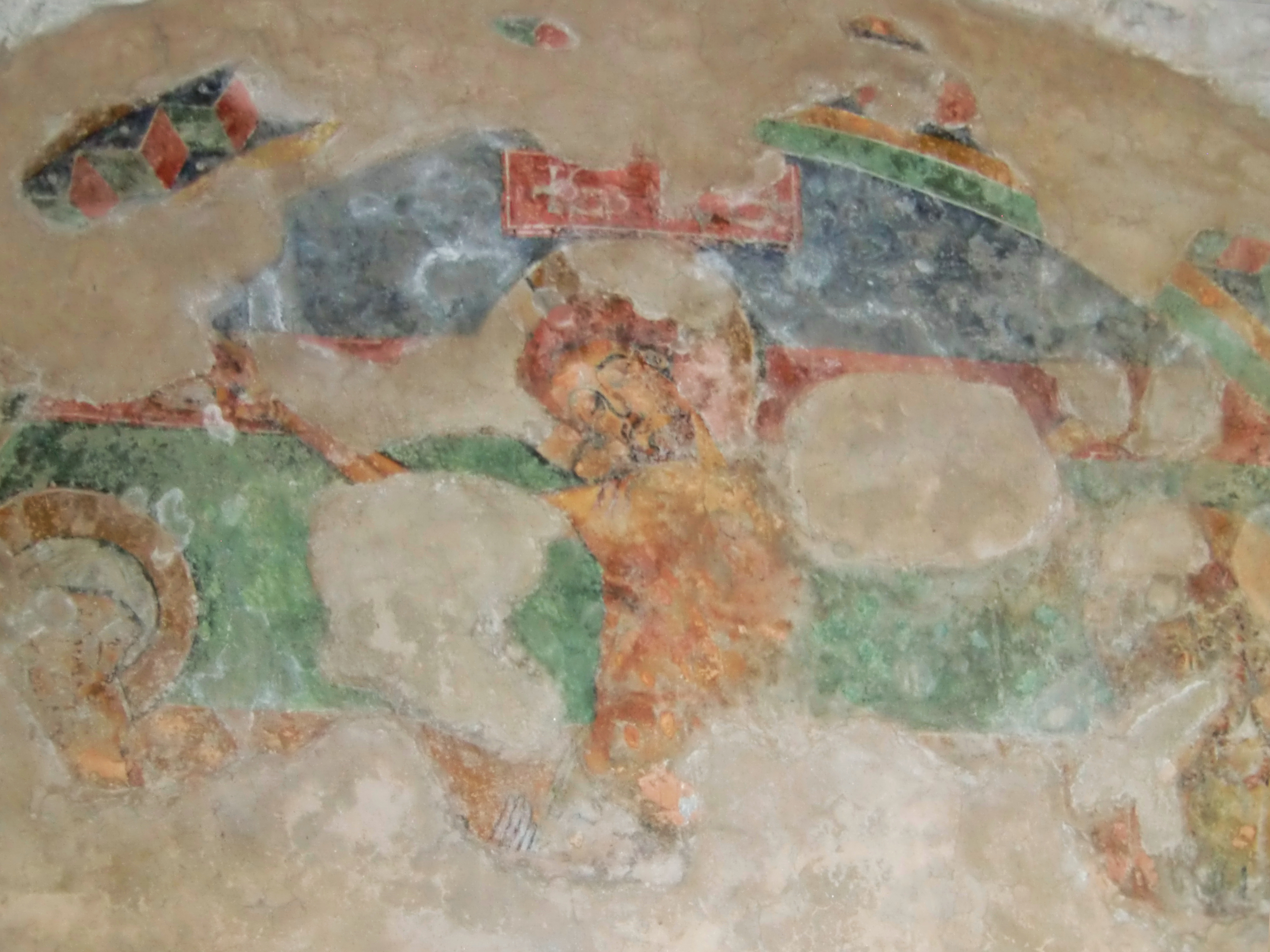
Dettaglio dell'affresco del XIII o XIV secolo